# Дмитриев, Михаил Николаевич
Михаил Николаевич Дмитриев (1867 — после 1912) — священник, член III Государственной думы от Екатеринославской губернии.

## Биография
Грек по происхождению.
По окончании Екатеринославской духовной семинарии в 1888 году состоял учителем пения в Мариупольском духовном училище.
В 1893 году был назначен священником соборной церкви Верхнеднепровска, где одновременно состоял законоучителем женской гимназии, председателем уездного отделения епархиального училищного совета, членом уездного училищного совета, гласным уездного земства и городской думы, духовным следователем и благочинным 1-го округа Верхнеднепровского уезда.
В 1907 году был избран членом III Государственной думы от 2-го съезда городских избирателей Екатеринославской губернии. Входил во фракцию умеренно-правых, с 3-й сессии — во фракцию октябристов. Состоял членом комиссии по народному образованию.
По воспоминаниям М. В. Родзянко, по окончании полномочий Государственной думы священник Дмитриев, за свою принадлежность к партии октябристов, подвергся преследованиям со стороны екатеринославского архиепископа Агапита: последний лишил его места и отстранил от преподавания в гимназии, в результате чего священник остался на содержании своих бывших прихожан. Осенью 1912 года Родзянко ходатайствовал перед императором о восстановлении Дмитриева во всех правах, что и было сделано.
Дальнейшая судьба неизвестна.